# Rozonda Thomas
 (octobre 2009).
Si vous disposez d'ouvrages ou d'articles de référence ou si vous connaissez des sites web de qualité traitant du thème abordé ici, merci de compléter l'article en donnant les références utiles à sa vérifiabilité et en les liant à la section « Notes et références ».
« Chilli » redirige ici. Ne pas confondre avec République du Chili.
Rozonda Ocelean Thomas (née le 27 février 1971)[réf. nécessaire] à Atlanta, Géorgie, plus connue sous le nom de scène Chilli, est une chanteuse de R&B et actrice américaine, célèbre pour être une membre du groupe TLC.

## Biographie
Rozonda Thomas est née à Atlanta en Géorgie. Son père, Abdul Ali, est originaire de l'Inde et du Moyen-Orient, et sa mère, Ava Thomas, est afro-américaine et amérindienne. N'ayant pas connu son père, elle sera élevée par sa mère et rencontrera son père pour la première fois en 1996.
Etant enfant, elle rêvait de devenir styliste, mais elle a été danseuse pour le groupe R&B Damian Dame en 1991. Dans la même année elle a rejoint TLC, à la place de Crystal Jones, et se fait surnommer "Chilli" (surnom qui a été donné par Lisa Lopes). Pour son travail avec TLC, elle a gagné 5 Grammy Awards et le groupe devient le meilleur groupe féminin de tous les temps, avec 65 millions de disques vendus dans le monde.
Depuis la mort de Lisa Lopes en 2002, Chilli et T-Boz performent en duo, et ont déclaré que Left Eye ne sera jamais remplacée. Elles ont donné une série de concerts en Asie en 2009. En 2013, un biopic sur les TLC est sorti, CrazySexyCool : The TLC Story, où la jeune actrice Keke Palmer interprète Chilli. En 2015, elles sortiront leur 5e et dernier album et pensent planifier une tournée mondiale.
Elle a un fils, Tron Austin, né en 1997, de sa relation avec le producteur Dallas Austin. En 2001, elle a entamé une relation avec le chanteur Usher. Ils se sont séparés en 2004.
Elle a fait une apparition dans le clip de Tyrese Nothing on You en 2012.

## Discographie

### Albums

#### AvecTLC
- 1992 : Ooooooohhh... On the TLC Tip
- 1994 : CrazySexyCool (LaFace / Arista)
- 1999 : FanMail
- 2002 : 3D
- 2003 : Now & Forever: The Hits
- 2007 : Crazy Sexy Hits: The Very Best of TLC
- 2009 : We Love TLC
- 2009 : Bi-Polar (shelved)
- 2009 : Playlist : The Very Best of TLC
- 2010 : Essential Mixes
- 2013 : 20

### Singles
- 2008: Dumb Dumb Dumb

### Participations
- 2009: Let's Just Do It (Lisa Lopes featuring Missy Elliott et TLC)

#### Télévision
- 2002: That's 70 show S05E22 : Un rêve très gai